# Andressa de Morais
Andressa Oliveira de Morais (* 21. Dezember 1990 in João Pessoa) ist eine brasilianische Leichtathletin, die sich auf den Diskuswurf spezialisiert hat und zu Beginn ihrer Karriere auch im Hammerwurf startete. Sie ist aktuell Südamerikarekordhalterin im Diskuswurf und zählt mit zwei Goldmedaillen bei Südamerikaspielen sowie vier Südamerikatiteln zu den erfolgreichsten südamerikanischen Diskuswerferinnen.

## Sportliche Laufbahn
Erste internationale Erfahrungen sammelte Andressa de Morais im Jahr 2008, als sie bei den Ibero-Amerikanischen Meisterschaften in Iquique mit einer Weite von 50,39 m den fünften Platz belegte. Anschließend schied sie bei den Juniorenweltmeisterschaften in Bydgoszcz mit 47,44 m in der Qualifikationsrunde aus und gewann dann bei den U23-Südamerikameisterschaften in Lima mit 51,24 m die Silbermedaille hinter der Argentinierin Rocío Comba. Im Jahr darauf gelangte sie bei den Südamerikameisterschaften ebendort mit 51,36 m den fünften mit dem Diskus und wurde im Hammerwurf mit 58,12 m Sechste. Anschließend siegte sie mit 55,27 m im Diskuswurf bei den Juniorensüdamerikameisterschaften in São Paulo und auch mit dem Hammer gewann sie mit 55,26 m die Goldmedaille. Daraufhin siegte sie mit 55,28 m mit dem Diskus bei den Panamerikanischen Juniorenmeisterschaften in Port of Spain und gewann im Hammerwurf mit 55,01 m die Silbermedaille. 2010 siegte sie dann bei den U23-Südamerikameisterschaften, die im Zuge der Südamerikaspiele in Medellín stattfanden, mit 55,95 m im Hammerwurf und gewann mit dem Diskus mit 53,28 m die Silbermedaille hinter ihrer Landsfrau Fernanda Martins. Anschließend belegte sie bei den Ibero-Amerikanischen Meisterschaften in San Fernando mit 54,20 m den fünften Platz im Diskuswurf.
2011 siegte sie bei den Südamerikameisterschaften in Buenos Aires mit einem Wurf auf 57,54 m und startete anschließend bei den Weltmeisterschaften in Daegu, bei denen sie mit 57,93 m aber den Finaleinzug verpasste. Im Jahr darauf siegte sie bei den Ibero-Amerikanischen Meisterschaften in Barquisimeto mit neuem Südamerikarekord von 64,21 m und qualifizierte sich damit für die Teilnahme an den Olympischen Spielen in London, bei denen 60,94 m aber nicht für einen Finaleinzug reichten. Daraufhin siegte sie bei den U23-Südamerikameisterschaften in São Paulo mit einer Weite von 57,66 m. 2013 klassierte sie sich bei den Südamerikameisterschaften in Cartagena mit 53,66 m auf dem fünften Platz und im Jahr darauf nahm sie erneut an den Südamerikaspielen in Santiago de Chile teil und belegte dort mit 52,62 m Rang vier. Anschließend gewann sie bei den Ibero-Amerikanischen Meisterschaften in São Paulo mit 57,82 m die Bronzemedaille hinter der Chilenin Karen Gallardo und ihrer Landsfrau Fernanda Martins.
2015 siegte sie mit 61,15 m erneut bei den Südamerikameisterschaften in Lima und startete anschließend bei den Panamerikanischen Spielen in Toronto, bei denen sie mit 58,08 m den sechsten Platz belegte. Daraufhin schied sie bei den Weltmeisterschaften in Peking mit 59,08 m in der Vorrunde aus und gewann dann bei den Militärweltspielen im südkoreanischen Mungyeong mit 59,07 m die Silbermedaille hinter der Chinesin Feng Bin. Im Jahr darauf wurde sie bei den Ibero-Amerikanischen Meisterschaften in Rio de Janeiro mit 55,28 m Fünfte und nahm daraufhin erneut an den Olympischen Spielen ebendort teil, schied dort aber mit 57,38 m in der Qualifikationsrunde aus. 2017 verteidigte sie bei den Südamerikameisterschaften in Luque mit 64,68 m ihren Titel und erreichte anschließend bei den Weltmeisterschaften in London das Finale, in dem sie mit 60,00 m den elften Platz belegte. Im Jahr darauf siegte sie mit 58,86 m bei den Südamerikaspielen in Cochabamba und siegte dann auch bei den Ibero-Amerikanischen Meisterschaften in Trujillo mit einer Weite von 62,02 m. Anfang September wurde sie beim Continentalcup in Ostrava mit 58,44 m Sechste.
2019 gewann sie bei den Südamerikameisterschaften in Lima mit 62,42 m ihre vierte Goldmedaille im Diskuswurf und startete anschließend bei den Panamerikanischen Spielen ebendort und gewann ursprünglich mit neuem Südamerikarekord die Silbermedaille, wurde nachträglich aber wegen eines positiven Dopingtests suspendiert und ihre Medaille aberkannt. Nach einem Jahr Sperre startete sie seit Dezember 2020 wieder bei Wettkämpfen und qualifizierte sich ein drittes Mal für die Olympischen Spiele in Tokio, bei denen sie mit 58,90 m aber den Finaleinzug verpasste. 2022 gewann sie bei den Ibero-Amerikanischen Meisterschaften in La Nucia mit 58,33 m die Bronzemedaille hinter der Kubanerin Yaime Pérez und Karen Gallardo aus Chile. Anschließend schied sie bei den Weltmeisterschaften in Eugene mit 58,11 m in der Qualifikationsrunde aus. Im Oktober gewann sie bei den Südamerikaspielen in Asunción mit 60,10 m die Silbermedaille hinter ihrer Landsfrau Izabela da Silva. Im Jahr darauf siegte sie mit 60,75 m beim Meeting Jaen Paraiso Interior und gewann anschließend bei den Südamerikameisterschaften in São Paulo mit 59,37 m die Bronzemedaille hinter Landsfrau Izabela da Silva und Karen Gallardo aus Chile. Daraufhin schied sie bei den Weltmeisterschaften in Budapest mit 59,15 m in der Vorrunde aus und gewann dann im Oktober bei den Panamerikanischen Spielen in Santiago mit 59,29 m die Silbermedaille hinter ihrer Landsfrau da Silva. 2024 gewann sie bei den Ibero-Amerikanischen Meisterschaften in Cuiabá mit 60,37 m erneut die Silbermedaille hinter da Silva, ehe sie im August bei den Olympischen Sommerspielen in Paris mit 59,43 m den Finaleinzug verpasste. Im Jahr darauf gewann sie bei den Südamerikameisterschaften in Mar del Plata mit 60,16 m die Silbermedaille hinter ihrer Landsfrau da Silva.
In den Jahren 2012 und 2013 sowie 2017 und 2018 und 2023 wurde de Morais brasilianische Meisterin im Diskuswurf.

## Persönliche Bestleistungen
- Diskuswurf: 65,34 m, 26. Juni 2019 in Leiria (Südamerikarekord)
- Hammerwurf: 58,89 m, 28. Juni 2012 in São Paulo